# Głos Koszaliński
Głos Koszaliński – gazeta codzienna wydawana od listopada 1991, powstała z rozłamu w „Głosie Pomorza”. Początkowo ukazywała się na terenie dawnego województwa koszalińskiego. Od 2007 roku ukazuje się w regionie koszalińskim jako jedna z trzech lokalnych mutacji „Głosu Dziennika Pomorza”.
W czasach Polskiej Rzeczypospolitej Ludowej pod nazwą „Głos Koszaliński” w latach 1952–1975 był wydawany organ prasowy Komitetu Wojewódzkiego PZPR, który w 1975 zmienił nazwę na „Głosie Pomorza”. Gazetę sprywatyzowano w 1991 r., a jej wydawaniem zajął się miejscowy koncern wydawniczy. W połowie lat 90. wydawca „Głosu Pomorza” został, podobnie jak kilka innych dzienników regionalnych, przejęty przez norweską firmę Orkla. Od 2006 roku gazetę wydawały Media Regionalne Sp. z o.o. Oddział w Koszalinie, której właścicielem był brytyjski fundusz inwestycyjny Mecom Europe. 31 października 2013 roku Media Regionalne zostały kupione przez Grupę Wydawniczą Polskapresse, która następnie zmieniła nazwę na Polska Press sp. z o.o.
Do 11 stycznia 2007 na terenie województwa słupskiego „Głos Koszaliński” ukazywał się pod tytułem „Głos Słupski”. Szefem działu miejskiego był Grzegorz Śliżewski.